# Villas mediceas

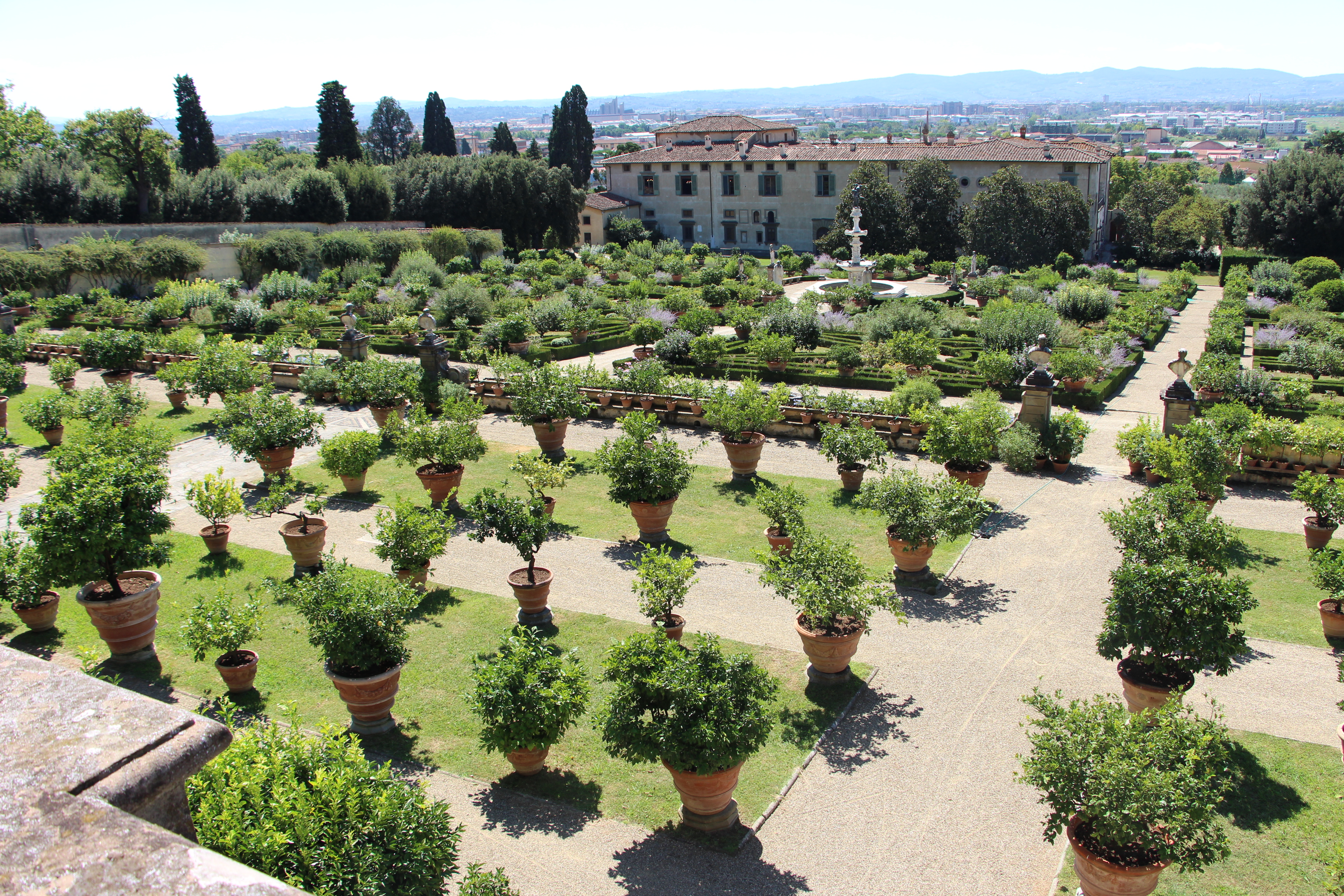
Jardines de la Villa de Castello

Mapa con la localización de las villas

Una villa medicea es el nombre con el que se conoce a un complejo arquitectónico rural que fue construido o estaba en posesión de la familia Medici entre los siglos XV y XVII, en la región próxima a Florencia, generalmente en la Toscana, aunque hay algunas en la zona de influencia de mercado de sus actividades comerciales. Además de lugares de placer y entretenimiento, las villas representaban la reggia periférica sobre el territorio administrado por los Medici, siendo el centro de las actividades económicas agrícolas de la zona donde se encontraban.
El 23 de junio de 2013, la XXXVII Sesión del Comité para el Patrimonio de la Humanidad, reunida en Phnom Penh, ha inscrito un grupo de 12 villas principales (de las 17 existentes) y 2 jardines en la  Lista del Patrimonio de la Humanidad con el nombre de «Villas y jardines Médici en Toscana», siendo el 49° elemento inscrito en Italia.

## Historia
Las primeras villas mediceas fueron las de Trebbio y Cafaggiolo, de severo aspecto fortificado trecentesco y ligadas exclusivamente al control de los fondos agrícolas en la zona del Mugello de la que eran originarios los Medici, una región histórica localizada en el valle toscano del río Sieve, al norte de Florencia.
En el Quattrocento Cosimo il Vecchio hizo edificar al arquitecto Michelozzo las villas de Careggi y Fiesole, edificios aún de formas graves, pero en los que empiezan a estar presentes elementos arquitectónicos que denotan ciertos usos de entretenimiento: patios (cortili), logías y galerías (logge) y jardines. Lorenzo de Medici generalmente residió largos períodos en Careggi, donde solía reunir a la Academia neoplatónica y el Cenáculo de Marsilio Ficino, y aquí lo alcanzó la muerte en 1492. Poco a poco los Medici cercaron Florencia con sus villas, mientras que en el periodo granducal, de la mano del desarrollo de sus intereses en toda la Toscana, se asiste a una constelación de estas estructuras arquitectónicas, incluso en zonas alejadas de la capital del Gran Ducado de Toscana.
El sistema de villas mediceas constituyó un verdadero microcosmos en torno al cual se desarrollaron los rituales de la corte de los Médici. A menudo establecidas en el lugar de antiguos castillos, tales villas expresan al máximo el alto nivel de la arquitectura renacentista y barroca alcanzado en la Toscana, lo que permite comparar la evolución de los estilos. Todo esto diversifica considerablemente las villas mediceas de las más simples casas rurales toscanas.
Las villas no podían ser heredadas, adquiridas, embargadas o hechas construir más que exclusivamente por los Medici. A finales del Cinquecento, el sistema territorial de las villas, por los numerosos valores económicos y estratégicos, era de al menos de 17 villas principales según un perfil histórico-artístico y en 1738, con la extinción de la casa Medici, todas las propiedades fueron transferidas a la dinastía Lorena. A estas villas principales habría que añadir otras secundarias, de interés mayormente agrícola o en poder de los Medici durante un corto tiempo, completando un total de cerca de treinta villas propias. Tuvieron muchas más que fueron después granjas mediceas y también innumerables cotos de caza repartidos en toda la Toscana. 
La época de las villas mediceas terminó con Fernando I de Médici, que compró Montevettolini y Artimino, al tiempo que amplió Ambrogiana, Petraia y Castello.
Las villas mediceas fueron representadas en una famosa serie de 17 medallones o lunetas pintadas en 1599 por Giusto Utens para la villa della Petraia, de los que 14 han sobrevivido y son un documento insustituible para conocer el aspecto de estas residencias en los siglos pasados, especialmente valioso para aquellos modificadas o perdidas como la Villa de Pratolino. 
Cada miembro de la familia Medici poseía su propia villa disfrutada como lugar de placer y entretenimiento y para realizar fiestas para el Gran Duque que se trasladaba de una villa a otra: para la caza iba a Pratolino, Trebbio y Cafaggiolo; en la primavera quedaba en la Ambrogiana, mientras que en Artimino, pasaba los días de julio en la frescura de las colinas. 
Los jardines por las que las villas son famosas tienen un primer ejemplo en la villa de Castello, donde Cosimo I realizó el que es el prototipo de un giardino all'italiana, diseñado por Niccolò Tribolo, más tarde también autor de los jardines de Boboli. 
Hoy las villas tienen varios destinos: algunas son verdaderos museos (La Petraia, Poggio a Caiano, Cerreto Guidi); otras están ocupadas por instituciones (como la de Castello, en la que el jardín es un museo, mientras la villa es la sede de la Accademia della Crusca, la Academia de la lengua italiana); y otras más fueron vendidas o cedidas a particulares, que las mantienen para su uso privado o con la intención de tener un marco adecuado para celebrar eventos. 
Solamente 12 de las villas y dos jardines han sido inscritos en la lista de la UNESCO.

## Elenco de residencias mediceas
En la tabla que sigue se recogen las principales villas mediciesas, ordenadas por orden cronológico de posesión en manos mediceas. Fuera del territorio italiano, también cabe mencionar el Palacio de los Grandes Duques de la Toscana que se encuentra en Praga, en el lado occidental de la plaza denominada Hradcanske Namesti, construida a finales del siglo XVII y que se atribuye al arquitecto francés Jean Baptiste Mathey.
|        |                          |                                                      |                                                                               | Posesión medicea         | Posesión medicea       |                                  |                                    |                        | Superficie (ha) | Superficie (ha) |                                              |
| Imagen | Medallón de Giusto Utens | Nombre                                               | Propiedad                                                                     | desde                    | a                      | Ref. UNESCO                      | Comuna                             | Provincia              | Finca           | Protección      | Coordenadas                                  |
| ------ | ------------------------ | ---------------------------------------------------- | ----------------------------------------------------------------------------- | ------------------------ | ---------------------- | -------------------------------- | ---------------------------------- | ---------------------- | --------------- | --------------- | -------------------------------------------- |
|        |                          | Villa de Cafaggiolo                                  | Privada (utilizada para eventos)                                              | Mitad del siglo XIV      | 1738                   | 175-001                          | Barberino di Mugello               | Provincia de Florencia | 2,35            | 649,56          | 43°57′53″N 11°17′41″E / 43.964722, 11.294722 |
|        |                          | Villa del Trebbio                                    | Privada (utilizada para eventos)                                              | Mitad del siglo XIV      | 1738                   | 175-002                          | San Piero a Sieve                  | Provincia de Florencia | 1,60            | 650,31          | 43°57′11″N 11°17′13″E / 43.953056, 11.286944 |
|        |                          | Villa de Careggi                                     | Pública (Ospedale de Careggi)                                                 | 1417                     | 1738                   | 175-003                          | Florencia                          | Provincia de Florencia | 3,6             | 55,71           | 43°48′33″N 11°14′58″E / 43.809167, 11.249444 |
|        |                          | Villa de Fiesole (Belcanto)                          | Privada                                                                       | 1450                     | 1671                   | 175-004                          | Fiesole                            | Provincia de Florencia | 2,11            | 44,88           | 43°48′20″N 11°17′20″E / 43.805556, 11.288889 |
|        |                          | Villa La Quiete                                      | Pública (Región de Toscana)                                                   | 1453                     | 1650                   | -                                | Florencia                          | Provincia de Florencia |                 |                 | 43°48′49″N 11°14′31″E / 43.813611, 11.241944 |
|        |                          | Villa de Collesalvetti                               | Pública (Comuna de Collesalvetti)                                             | 1464 (antes)             | 1738                   | -                                | Collesalvetti                      | Provincia de Livorno   |                 |                 | 43°35′19″N 10°28′35″E / 43.588661, 10.476339 |
|        |                          | Villa de Poggio a Caiano (o Ambra)                   | Pública (museo estatal)                                                       | 1470                     | 1738                   | 175-006                          | Poggio a Caiano                    | Provincia de Prato     | 9,31            | 135,63          | 43°49′03″N 11°03′23″E / 43.8175, 11.056389   |
|        |                          | Villa de Mezzomonte                                  | Privada (utilizada para eventos)                                              | 1480 (y después de 1629) | 1482 (después de 1644) | -                                | Impruneta                          | Provincia de Florencia |                 |                 | 43°42′50″N 11°15′50″E / 43.713886, 11.263908 |
|        |                          | Villa de Castello                                    | Privada la villa (Accademia della Crusca) y público el jardín (museo estatal) | 1480                     | 1738                   | 175-005                          | Florencia                          | Provincia de Florencia | 8,33            | 289,31          | 43°49′10″N 11°13′41″E / 43.819444, 11.228056 |
|        |                          | Villa de Agnano                                      | Privada (utilizada para eventos)                                              | 1486                     | 1498                   | -                                | San Giuliano Terme                 | Provincia de Pisa      |                 |                 | 43°44′06″N 10°29′09″E / 43.735128, 10.485861 |
|        |                          | Villa de Spedaletto                                  | Privada                                                                       | 1486                     | 1492                   | -                                | Lajatico                           | Provincia de Pisa      |                 |                 | 43°27′05″N 10°46′46″E / 43.451483, 10.779528 |
|        |                          | Villa de Camugliano                                  | Privada                                                                       | ca. 1530                 | 1615                   | -                                | Ponsacco                           | PI                     |                 |                 | 43°36′05″N 10°39′18″E / 43.601492, 10.655033 |
|        |                          | Villa La Petraia                                     | Pública (museo estatal)                                                       | 1544                     | 1738                   | 175-007                          | Florencia                          | Provincia de Florencia | 21,31           | 276,33          | 43°49′08″N 11°14′12″E / 43.818889, 11.236667 |
|        |                          | Villa de Stabbia                                     | Privada                                                                       | 1548                     | 1738                   | -                                | Cerreto Guidi                      | Provincia de Florencia |                 |                 | 43°47′19″N 10°49′50″E / 43.788553, 10.830581 |
|        |                          | Palacio Pitti y jardín de Boboli                     | Pública (museo estatal)                                                       | 1549-50                  | 1738                   | C-174 (palacio) 175-008 (jardín) | Florencia                          | Provincia de Florencia | 40,00           | 132,00          | 43°45′44″N 11°14′51″E / 43.762222, 11.2475   |
|        |                          | Villa La Topaia                                      | Privada                                                                       | ca. 1550                 | 1738                   | -                                | Entre Florencia y Sesto Fiorentino | Provincia de Florencia |                 |                 | 43°49′31″N 11°14′14″E / 43.825322, 11.237092 |
|        |                          | Villa de Cerreto Guidi                               | Pública (museo estatal)                                                       | 1555                     | 1738                   | 175-009                          | Cerreto Guidi                      | Provincia de Florencia | 0,76            | 4,12            | 43°45′31″N 10°52′45″E / 43.758611, 10.879167 |
|        |                          | Villa de Marignolle                                  | Privada                                                                       | 1560                     | 1621                   | -                                | Florencia                          | Provincia de Florencia |                 |                 | 43°45′11″N 11°13′02″E / 43.753169, 11.217233 |
|        |                          | Palacio de Seravezza                                 | Pública (museo comunal)                                                       | 1560                     | 1738                   | 175-010                          | Seravezza                          | Provincia de Lucca     | 1,01            | 50,14           | 43°59′38″N 10°13′55″E / 43.993889, 10.231944 |
|        |                          | Villa de Arena Metato                                | Privada                                                                       | ca. 1563                 | 1738                   | -                                | San Giuliano Terme                 | Provincia de Pisa      |                 |                 | 43°46′19″N 10°22′32″E / 43.771847, 10.375433 |
|        |                          | Villa de Poggio Imperiale                            | Pública (Instituto estatal de la Santissima Annunziata)                       | 1565                     | 1738                   | 175-014                          | Florencia                          | Provincia de Florencia | 5,35            | 235,43          | 43°44′56″N 11°14′52″E / 43.748889, 11.247778 |
|        |                          | Jardín de Pratolino (la villa fue destruida en 1820) | Pública (jardín comunal)                                                      | 1568                     | 1738                   | 175-011                          | Vaglia                             | Provincia de Florencia | 26,53           | 210,35          | 43°51′28″N 11°18′15″E / 43.857778, 11.304167 |
|        |                          | Villa de Lappeggi                                    | Privada                                                                       | 1569                     | 1738                   | -                                | Bagno a Ripoli                     | Provincia de Florencia |                 |                 | 43°42′51″N 11°18′35″E / 43.714167, 11.309744 |
|        |                          | Villa L'Ambrogiana                                   | Pública (administración carcelaria)                                           | 1574                     | 1738                   | -                                | Montelupo Fiorentino               | Provincia de Florencia |                 |                 | 43°43′51″N 11°00′52″E / 43.730767, 11.014464 |
|        |                          | Villa La Màgia                                       | Pública (Comuna de Quarrata)                                                  | 1583                     | 1738                   | 175-012                          | Quarrata                           | Provincia de Pistoia   | 2,10            | 103,65          | 43°51′06″N 10°58′22″E / 43.851667, 10.972778 |
|        |                          | Villa de Lilliano                                    | Privada                                                                       | 1584                     | 1738                   | -                                | Bagno a Ripoli                     | Provincia de Florencia |                 |                 | 43°43′01″N 11°18′47″E / 43.717025, 11.313075 |
|        |                          | Villa de Coltano                                     | Pública (Comuna de Pisa)                                                      | 1586                     | 1738                   | -                                | Pisa                               | Provincia de Pisa      |                 |                 | 43°38′22″N 10°23′39″E / 43.639478, 10.3943   |
|        |                          | Villa de Montevettolini                              | Privada                                                                       | ca. 1595                 | 1738                   | -                                | Monsummano Terme                   | Provincia de Pistoia   |                 |                 | 43°51′33″N 10°50′48″E / 43.859092, 10.846581 |
|        |                          | Villa de Artimino (Ferdinanda o dei Cento camini)    | Privada (ejercicio de restauración)                                           | 1596                     | 1738                   | 175-013                          | Carmignano                         | Provincia de Prato     | 1,04            | 701,66          | 43°46′55″N 11°02′39″E / 43.781944, 11.044167 |
|        |                          | Villa de Buti                                        | Privada (utilizada para eventos)                                              | /                        | /                      | -                                | Buti                               | Provincia de Pisa      |                 |                 | 43°43′34″N 10°35′07″E / 43.726097, 10.585214 |
|        |                          |                                                      |                                                                               |                          |                        | C 175                            |                                    | Total                  | 125,40          | 3539,08         |                                              |

## Otras residencias mediceas
Los Medici de la rama granducal tenían numerosas residencias ciudadanas, en Florencia, Pisa, Livorno y Siena. Fuera de la Toscana poseían algunos edificios prestigiosos en Roma, habitadas en su mayoría por los cardenales de la familia. Innumerables eran también entonces las residencias de las ramas secundarias, que no figuran en esta lista.
Fuera del territorio nacional, también cabe mencionar el Palacio de los Grandes Duques de la Toscana que se encuentra en Praga, en el lado occidental de la plaza denominada Hradcanske Namesti, construido a finales del siglo XVII y que se atribuye al arquitecto francés Jean Baptiste Mathey.
| Imagen | Nombre                  | Propiedad                                          | Mediceo del | al   | Comuna    | Provincia              | Coordenadas                                  |
| ------ | ----------------------- | -------------------------------------------------- | ----------- | ---- | --------- | ---------------------- | -------------------------------------------- |
|        | Palacio Medici Riccardi | Provincia de Florencia                             | 1444        | 1659 | Florencia | Provincia de Florencia | 43°46′31″N 11°15′20″E / 43.775200, 11.255429 |
|        | Palacio Vecchio         | Comuna de Florencia                                | 1540        | 1738 | Florencia | Provincia de Florencia | 43°46′10″N 11°15′22″E / 43.769315, 11.256174 |
|        | Palacio Pitti           | Estatal                                            | 1550        | 1738 | Florencia | Provincia de Florencia | 43°45′55″N 11°15′00″E / 43.765264, 11.250094 |
|        | Casino di San Marco     | Estatal                                            | 1570        | 1738 | Florencia | Provincia de Florencia | 43°46′45″N 11°15′31″E / 43.779108, 11.258658 |
|        | Palacio della Crocetta  | Estatal (Museo Arqueológico Nacional de Florencia) | 1620        | 1738 | Florencia | Provincia de Florencia | 43°46′34″N 11°15′44″E / 43.776239, 11.26226  |
|        | Palacio Medici de Pisa  | Privado                                            | 1446        | 1738 | Pisa      | Provincia de Pisa      | 43°42′53″N 10°24′24″E / 43.71465, 10.406789  |
|        | Palacio Real de Pisa    | Estatal                                            | 1583        | 1738 | Pisa      | Provincia de Pisa      | 43°42′59″N 10°23′48″E / 43.716347, 10.396736 |
|        | Palacio Mediceo         | Estatal                                            | 1543        | 1738 | Livorno   | Provincia de Livorno   | 43°33′07″N 10°18′16″E / 43.552016, 10.304478 |
|        | Palacio Granducal       | Provincia de Livorno                               | 1605        | 1738 | Livorno   | Provincia de Livorno   | 43°42′59″N 10°23′48″E / 43.716347, 10.396736 |
|        | Palacio Real de Siena   | Provincia de Siena                                 | 1590        | 1738 | Siena     | Provincia de Siena     | 43°33′08″N 10°18′33″E / 43.55216, 10.30916   |
|        | Palacio Firenze         | Estatal                                            | 1561        | 1587 | Roma      | Provincia de Roma      | 41°54′09″N 12°28′33″E / 41.90257, 12.475903  |
|        | Palacio Madama          | Estatal (Senado de la República de Italia)         | 1505        | 1537 | Roma      | Provincia de Roma      | 41°32′09″N 12°16′58″E / 41.535709, 12.28274  |
|        | Villa Madama            | Estatal (Ministero degli Esteri)                   | 1518        | 1537 | Roma      | Provincia de Roma      | 41°55′42″N 12°27′10″E / 41.928353, 12.452782 |
|        | Villa Medici            | Embajada de Francia                                | 1576        | 1738 | Roma      | Provincia de Roma      | 41°54′30″N 12°28′57″E / 41.908333, 12.4825   |